# Densidad de nudos

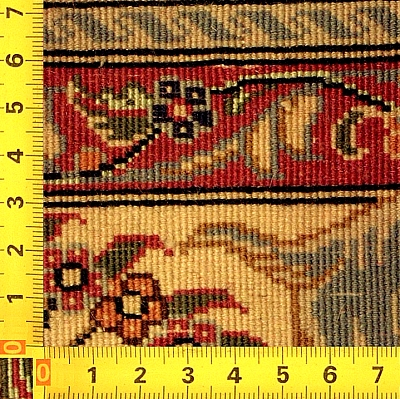
Parte posterior de una alfombra de Qom con una densidad de nudos muy alta.

La densidad de nudos es una medida tradicional de la calidad de la alfombras hechas a mano. La magnitud hace referencia al número de nudos, o cuenta de nudos, por unidad de superficie, típicamente por pulgada cuadrada (kpsi por sus siglas en inglés) o por centímetro cuadrado (kpsc), aunque también puede ser por decímetro o metro (kpsd o kpsm). El número de nudos por unidad de área es directamente proporcional a la calidad de la alfombra. La densidad puede variar de 25 a más de 1000 kpsi, o de 4 a más de 155 kpsc, donde una densidad de ≤80 kpsi es de mala calidad, 120 a 330 kpsi de media a buena y ≥330 kpsi es de muy buena calidad. La relación de nudos, también es utilizada para comparar características. Densidad de nudos = trama×urdimbre mientras que la relación de nudos = trama/urdimbre. En comparación: 100,000/metro cuadrado = 1,000/decímetro cuadrado = 65/pulgada cuadrada = 179/gereh.
Entre dos alfombras con la misma antigüedad, origen, condición y diseño, aquella que tenga la mayor cantidad de nudos será la más valiosa. La densidad de nudos normalmente se mide en nudos por pulgada cuadrada (KPSI) que es simplemente el número de nudos verticales que caben en una pulgada de alfombra multiplicado por el número de nudos horizontales en la misma área. La densidad promedio de nudos varía entre las distintas regiones y diseños. Una alfombra puede tener una densidad de nudos que sea la mitad de la de otra alfombra pero aun así ser más valiosa, el KPSI solo es una medida de calidad y valor en las alfombras persas.
La densidad de nudos está relacionada y afecta o se ve afectada por el grosor de la longitud del pelo y el ancho de la urdimbre y la trama, y también los diseños y motivos utilizados y sus características y apariencia. "En las alfombras con una alta densidad de nudos, son posibles motivos curvilíneos y elaborados. En aquellas con una baja densidad de nudos (así como en kilims), tienden a prevalecer los motivos más simples, rectilíneos". "Un diseño de alfombra con una elevada densidad de nudos se adapta mejor a diseños intrincados y curvilíneos, que por necesidad deben tener una longitud de pelo más corta para evitar verse borrosos. Una alfombra con una densidad de nudos menor se adapta mejor a diseños geométricos llamativos y puede utilizar un pelo largo para obtener una superficie más suave y reflectante que atraiga el sentido del tacto ".
Atar nudos a mano es una tarea muy laboriosa. Un tejedor promedio puede atar casi 10000 nudos por día. Los patrones más difíciles con una densidad de nudos superior a la media solo pueden ser tejidos por un tejedor experto, lo que aumenta aún más los costes de producción. Un tejedor promedio puede atar 360 nudos por hora (1 cada 10 segundos), mientras que 1200 nudos se acercan al máximo que un hábil tejedor puede atar por hora.
A finales del siglo XV se produjo una "revolución en el diseño de alfombras", posible gracias a hilos más finos, y antes de este tiempo era raro encontrar alfombras con ≥120 kpsi, pero en el siglo siguiente las alfombras con tres o cuatro veces esa densidad eran bastante comunes. Por ejemplo, la alfombra Pazyryk (ca. 400 AC) tiene alrededor de 234 kpsi y la alfombra de Ardabil (ca. 1550 DC) tiene 300-350 kpsi. Un fragmento de una alfombra mogol de seda en el Museo Metropolitano de Arte tiene una densidad de nudos de 2516 kpsi y una alfombra de oración Hereke de seda (ca. 1970 DC) contiene 4.360 kpsi simétricos. Sin embargo, la alfombra con mayor densidad de nudos es una obra maestra de la seda Hereke de los talleres de Özipeks, con una densidad increíble de aproximadamente 10000 kpsi, con un tiempo de producción de unos 15 años.
En Persa, reg (raj, rag, Persa: "fila, rumbo") se refiere a los nudos por gereh (Persa: "nudo"), que se refiere a una unidad de aproximadamente 2.75 pulgadas. Dihari es una unidad de 6000 nudos que se utiliza para medir la producción en la India.